# Antillochernes floridensis
Antillochernes floridensis är en spindeldjursart som beskrevs av William B. Muchmore 1984. Antillochernes floridensis ingår i släktet Antillochernes och familjen blindklokrypare. Inga underarter finns listade i Catalogue of Life.